# Edmund Pszczółkowski
Edmund Pszczółkowski (* 25. Oktober 1904 in Warschau; † 3. Januar 1997 ebenda) war ein Brigadegeneral, Diplomat und Politiker der Polnischen Vereinigten Arbeiterpartei PZPR (Polska Zjednoczona Partia Robotnicza) in der Volksrepublik Polen, der unter anderem zwischen 1954 und 1956 Landwirtschaftsminister, von 1963 bis 1964 Botschafter in der Sowjetunion sowie zwischen 1964 und 1967 Botschafter in Pakistan war.

## Leben

### Studium, Beginn des politischen Engagements und Zweiter Weltkrieg

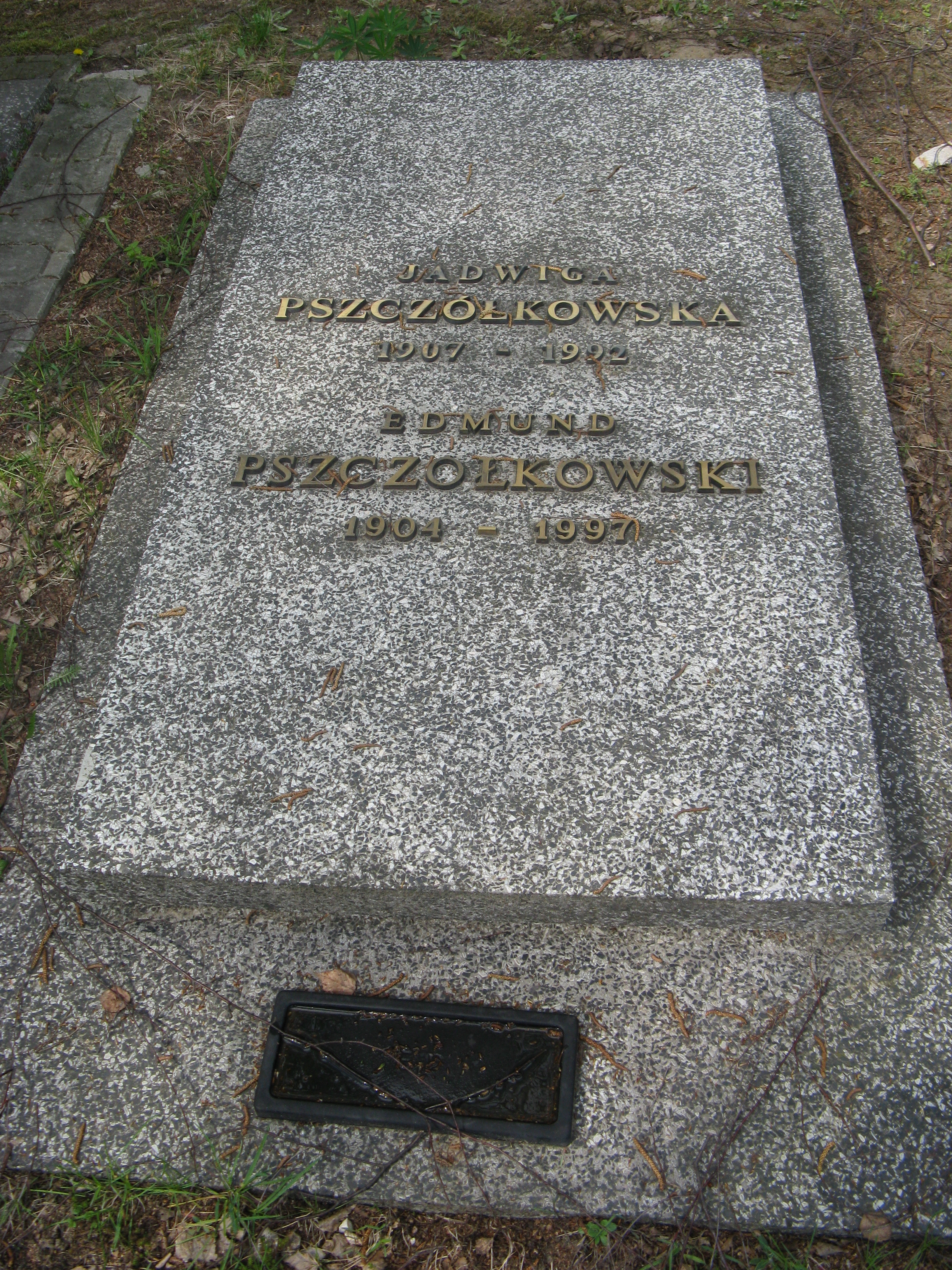
Grabstein von Edmund Pszczółkowski auf dem Friedhof von Wólka Węglowa in Warschau

Pszczółkowski begann nach dem Schulbesuch 1924 ein Studium an der Privaten August-Zieliński-Handelsschule für Männer in Warschau und schloss dieses 1927 ab. Während des Studiums engagierte er sich in der Jugendorganisation der Vereinigung der Arbeiteruniversitäten TUR (Towarzystwo Uniwersytetu Robotniczego) und trat 1926 der Polnischen Sozialistischen Partei PPS (Polska Partia Socjalistyczna) als Mitglied bei. Er war nach Abschluss des Studiums als Wirtschaftswissenschaftler tätig und wurde 1930 Mitglied der damaligen Kommunistischen Partei Polens KPP (Komunistyczna Partia Polski). Aufgrund seiner politischen Aktivitäten als Sekretär der KPP in Pruszków befand er sich zwischen 1936 und 1939 in Haft und ließ sich nach seiner Haftentlassung zu Beginn des Zweiten Weltkrieges im September 1939 in Lwiw nieder, wo er bis 1941 als Buchhalter und Wirtschaftsprüfer beim Unternehmen Trust Solny arbeitete. 
Nach dem Überfall des deutschen Reiches auf die Sowjetunion, dem Unternehmen Barbarossa, und dem dadurch eröffneten Deutsch-Sowjetischen Krieges im Juni 1941 befand er sich in der Evakuierung in der Sowjetunion und engagierte sich seit 1943 als Mitarbeiter im Bund Polnischer Patrioten ZPP (Związek Patriotów Polskich). Im Juli 1943 trat Pszczółkowski den polnische Streitkräften in der Sowjetunion (Polskie Siły Zbrojne w ZSRR) bei und wurde Offizier in der 1. Infanteriedivision „Tadeusz Kościuszko“, mit der er am 12./13. Oktober 1943 an der Schlacht von Lenino teilnahm. Im Mai 1944 wurde er Instrukteur für politische Bildung in der 2. Infanteriedivision „Jan Henryk Dąbrowski“ sowie anschließend stellvertretender Kommandeur für Politangelegenheiten des 8. Infanterieregiments. 
In der Folgezeit nahm er an der Schlacht um Warka sowie im September 1944 an der Besetzung von Prag teil. Am 11. September 1944 wurde er als Oberstleutnant stellvertretender Kommandeur für Politangelegenheiten der 2. Armee und als solcher im April 1945 zum Oberst befördert. Zugleich war er zwischen 1944 und 1947 Mitglied des Landesnationalrates (Krajowa Rada Narodowa) und war in dieser Zeit Vorsitzender des Militärausschusses sowie Vize-Vorsitzender des Ausschusses für Genossenschaften, Versorgung und Handel. Im April 1945 nahm Pszczółkowski mit seiner Einheit an der Überquerung der Lausitzer Neiße teil.

### Abgeordneter, Minister und Botschafter der Volksrepublik Polen
Nach Ende des Zweiten Weltkrieges gehörte er zwischen 1947 und 1952 als Mitglied dem Verfassungsgebenden Parlament (Sejm Ustawodawczy) an und war auch in diesem Vize-Vorsitzender des Ausschusses für Genossenschaften, Versorgung und Handel. Nach der Gründung der Polnischen Vereinigten Arbeiterpartei PZPR (Polska Zjednoczona Partia Robotnicza) im Dezember 1948 wurde Pszczółkowski deren Mitglied und auf dem I. (Gründungs-)Parteitag der PZPR (15.–22. Dezember 1948) zum Mitglied des ZK gewählt, dem er bis zum V. Parteitag (11.–16. November 1968) angehörte. Bei der Wahl vom 26. Oktober 1952 wurde er zudem zum Mitglied des Sejm gewählt und gehörte diesem von der ersten Legislaturperiode bis zum Ende der dritten Legislaturperiode am 31. März 1965.
Am 18. März 1954 übernahm Pszczółkowski in der Regierung von Ministerpräsident Józef Cyrankiewicz das Amt des Landwirtschaftsministers (Minister rolnictwa) und bekleidete dieses bis zum 30. März 1956. Im Anschluss war er zwischen dem 30. März 1956 und dem 13. November 1956 Vorsitzender des Komitees für öffentliche Sicherheit KdsBP (Komitet do spraw Bezpieczeństwa Publicznego). Nach seinem Ausscheiden aus der Regierung war er in der zweiten und dritten Legislaturperiode vom 20. Februar 1957 bis zum 31. März 1965 sowohl Vize-Vorsitzender der PZPR-Fraktion als auch Vize-Vorsitzender des Sejm-Ausschusses für Landwirtschaft und Lebensmittelindustrie.
1963 löste er Bolesław Jaszczuk als Botschafter in der Sowjetunion ab, bekleidete diesen wichtigsten Botschafterposten aber nur ein Jahr lang bis 1964. Im Anschluss wurde Pszczółkowski 1964 Botschafter in Pakistan und verblieb in dieser Verwendung bis 1967. Im Oktober 1980 wurde er vom damaligen Vorsitzenden des Staatsrates Henryk Jabłoński zum Brigadegeneral der Reserve befördert. Nach seinem Tode wurde er auf dem Friedhof von Wólka Węglowa in Warschau beigesetzt.

### Ehrungen und Auszeichnungen
Für seine Verdienste in der Volksrepublik Polen wurde Pszczółkowski mehrfach geehrt und erhielt unter anderem 1946 die Medaille „Sieg über Deutschland“ (Medal za Zwycięstwo nad Niemcami w Wielkiej Wojnie Ojczyźnianej 1941–1945), 1954 die Medaille zum 10. Jahrestag der Volksrepublik Polen (Medal 10-lecia Polski Ludowej), 1974 die Medaille zum 30. Jahrestag der Volksrepublik Polen (Medal 30-lecia Polski Ludowej), 1984 die Medaille zum 40. Jahrestag der Volksrepublik Polen (Medal 40-lecia Polski Ludowej) sowie ferner den Orden des Grünwald-Kreuzes (Order Krzyża Grunwaldu) Zweiter Klasse, 